# Домей, Анна
А́нна Доме́й (швед. Anna Domeij; 27 июня 1987, Швеция) — шведская кёрлингистка.
Игрок женской сборной команды Швеции на чемпионате мира 2010.
Играет на позиции второго.

## Достижения
- Чемпионат Швеции по кёрлингу среди женщин: бронза (2010).[1]
- Чемпионат мира по кёрлингу среди юниоров: серебро (2008).
- Чемпионат Швеции по кёрлингу среди юниоров: золото (2008)[1].

## Команды
| Сезон   | Четвёртый        | Третий            | Второй     | Первый            | Запасной              | Турниры                        |
| ------- | ---------------- | ----------------- | ---------- | ----------------- | --------------------- | ------------------------------ |
| 2007—08 | Сесилия Эстлунд  | Сара Карлссон     | Анна Домей | Лотта Леннартссон | Emma Berg             | ЧШЮ 2008 · ЧМЮ 2008            |
| 2008—09 | Сесилия Эстлунд  | Сара Карлссон     | Анна Домей | Лотта Леннартссон |                       |                                |
| 2009    | Стина Викторссон | Мария Веннерстрём | Анна Домей | Сара Карлссон     |                       | ЗУ 2009 (6-е место)            |
| 2009—10 | Сесилия Эстлунд  | Сара Карлссон     | Анна Домей | Лотта Леннартссон | Сабина Краупп (ЧМ)    | ЧШЖ 2010 · ЧМ 2010 (4-е место) |
| 2016—17 | Сара Карлссон    | Элисон Кревьязак  | Анна Домей | Лотта Леннартссон | тренер: Сисси Эстлунд |                                |

(скипы выделены полужирным шрифтом)